# Four Corners Monument
Le Four Corners Monument est un monument américain qui marque le quadripoint formé par les frontières des quatre États que sont l'Arizona au sud-ouest, le Colorado au nord-est, le Nouveau-Mexique au sud-est et l'Utah au nord-ouest. Il délimite également le comté d'Apache, le comté de Montezuma, le comté de San Juan au Nouveau-Mexique et le comté de San Juan dans l'Utah. On y accède par le Nouveau-Mexique.